# Pilar Lorengar
Lorenza Pilar García Seta, née le 16 janvier 1928 à Saragosse et morte à Berlin le 2 juin 1996 ou 3, est une soprano espagnole qui a fait carrière sous le nom de Pilar Lorengar, contraction de son prénom Lorenza et de son nom García. Elle est surtout connue pour ses interprétations de rôles d'opéra et de zarzuela. Elle était une soprano au timbre jeune et au vibrato distinctif.

## Biographie
Pilar est née dans le quartier San Pablo de Saragosse. Elle participe à l'émission de radio Ondas Infantiles produite par Radio Zaragoza à un très jeune âge et suit des leçons de musique avec Margarita Martinez à 14 ans. Elle déménage à Barcelone pour étudier au Conservatoire de musique de Barcelone et commence à se produire sous le nom de Loren Arce dans diverses salles afin de payer ses leçons. Elle étudie huit ans à Madrid avec la soprano lyrique espagnole Ángeles Ottein (es), puis à Berlin-Ouest avec Carl Ebert et la mezzo-soprano Hertha Klust, professeure de Dietrich Fischer-Dieskau.
Pilar devient choriste mezzo du Teatro de la Zarzuela en 1949. Elle fait ses débuts professionnels en 1950 dans le rôle-titre de Maruxa à Oran, en Algérie. En 1951, elle devient soprano et débute en Espagne dans le rôle principal de la zarzuela El canastillo de fresas. En 1952, elle interprète comme soliste la Symphonie nº 9 de Beethoven et Un requiem allemand de Brahms à Barcelone.
Sa carrière de cantatrice internationale débute en 1955 au  Festival international d'art lyrique d'Aix-en-Provence, où elle joue Cherubino dans Les Noces de Figaro. Elle joue ensuite à Londres, où elle interprète Violetta dans La traviata de Giuseppe Verdi à Covent Garden ; au Festival de Glyndebourne un an plus tard et au Teatro Colón de Buenos Aires en 1958, où elle interprète la Reine de la nuit dans La Flûte enchantée. La même année, elle fait ses débuts dans Carmina Burana d'Orff à ce qui deviendra l'Opéra allemand de Berlin et conclut un contrat avec cette maison d'opéra. Cette relation va durer plus de trente ans. Lorengar va chanter dans cette ville les grands rôles mozartiens, ceux d'Elsa dans Lohengrin et d'Eva dans Les Maîtres chanteurs de Wagner, les rôles-titres de Manon Lescaut, de Madame Butterfly, de Tosca et de Suor Angelica de Puccini, ainsi que les rôles de Desdemona dans Otello, de Violetta dans La traviata et Alice Ford dans Falstaff de Verdi.
En 1961, elle se produit pour la première fois au Festival de Salzbourg dans le rôle d'Ilia d'Idoménée, roi de Crète. Elle joue ensuite Desdemona dans Otello au San Francisco Opera et, en 1966, Donna Elvira dans Don Giovanni pour ses débuts au Metropolitan Opera, où elle chantera pendant onze autres saisons. Pendant sa carrière, elle se produit à Madrid, à Bruxelles, à La Scala de Milan, au Liceu de Barcelone, souvent au Wiener Staatsoper, à Paris et jusqu'à Tokyo.
Son album de duos de zarzuela de 1985 enregistré avec Plácido Domingo au Festival de musique de Salzbourg la ramène au tout premier rang du monde de la zarzuela. Elle connaît son dernier triomphe à Berlin en interprétant Valentine dans Les Huguenots.
Pilar fait ses adieux aux scènes d'opéra dans Tosca à Berlin en 1991 et donne son dernier concert au théâtre Campoamor à Oviedo (Asturies), en Espagne.
En 1993, elle se voit décerner la Médaille d'or du mérite des beaux-arts par le roi Juan Carlos sur la proposition du ministère de l'Éducation, de la Culture et des Sports.
Pilar Lorengar meurt d'un cancer du sein en juin 1996 à Berlin, lieu de ses associations artistiques les plus longues où elle habitait avec son mari, Jurgen Schaff.

## Récompenses et distinctions
Pilar Lorengar s'est vu décerner le Lazo de Isabel la Católica, la médaille du cercle des beaux-arts de Madrid (1976), le prix national Ofelia Nieto, la médaille d'or du mérite des beaux-arts et la médaille d'or de Saragosse. En 1963, le Sénat de Berlín lui décerne le titre de Kammersängerin, et en 1984, elle est nommée membre honoraire de l'Opéra de Berlín. En 1991, la Fondation Princesa-de-Asturias décerne collectivement le prix Princesse des Asturies des arts à la « génération lyrique espagnole » (Victoria de los Ángeles, Teresa Berganza, Montserrat Caballé, José Carreras, Placido Domingo, Alfredo Kraus et Pilar Lorengar). En 1994, elle se voit décerner l'« Ordre du mérite » par l'Berlin.
L'I.E.S. Pilar Lorengar, établissement d'enseignement secondaire en arts médiatiques situé dans sa ville natale, porte son nom en son honneur. Un monument a été érigé à la mémoire de la chanteuse à l'intersection de la place Mariano de Cavia et de la rue Las Armas. Il a été réalisé par le sculpteur Manuel Arcón (es).